# Clemente Iriarte
Clemente Iriarte Madariaga, (Pamplona, 25 de julio de 1946 - Pamplona, 29 de diciembre de 2021) fue un futbolista español, apodado el "Pulpo". Jugaba de centrocampista, destacando por sus dotes como organizador de juego.

## Biografía
Formado en categorías inferiores de la Unión Española de Chile, tras desplazarse a ese país desde los cinco años. A su regreso a España paso por diversos equipos como el Rayo Vallecano, Oberena de su Pamplona natal, Burgos Club de Fútbol, Real Oviedo donde pudo hacer su debut en Primera División, jugando nueve temporadas, y finalmente en Osasuna, donde estuvo cinco temporadas, colaborando con el ascenso de categoría y la consolidación del club en primera división.
Tras su retirada de Osasuna, siguió colaborando con el club rojillo integrado en el cuadro técnico del Club. En mayo de 2021, visitó junto con su familia el remodelado estadio del Sadar.

## Homenaje
En noviembre de 2021, una delegación de exfutbolistas del Real Oviedo formada por Vicente González-Villamil, Paco Galán, José María González ‘Chema’ y Gloria García, viuda de Tensi se desplazaron desde la capital asturiana hasta Pamplona para tributarle un homenaje inesperado para él. Le hicieron entrega de una camiseta del Real Oviedo junto con un retrato.

## Trayectoria
| Club                  | País   | Año       |
| --------------------- | ------ | --------- |
| Unión Española        | Chile  | 1965–1966 |
| Rayo Vallecano        | España |           |
| Oberena               | España |           |
| Burgos Club de Fútbol | España |           |
| Real Oviedo           | España | 1971-1978 |
| Osasuna               | España | 1978-1983 |